# 故郷ばなし 母と子に捧げる炉端の詩
『故郷ばなし 母と子に捧げる炉端の詩』（ふるさとばなし ははとこにささげるろばたのうた）は、1973年にリリースされた三橋美智也のスタジオ・アルバム。

## 解説
昭和47年度芸術祭優秀賞受賞記念として発表され、各地で言い伝えられている民話を歌にした。第1面の「おもよ守うた」と第2面の「へたれ嫁こ」は1974年5月19日のNHK「ビッグショー」でも歌われた。

## 収録曲
全8曲 作詞:杉紀彦／作曲:三橋美智也／編曲:小川寛興／語り:樫山文枝

### 第1面
1. おもよ守うた
2. 小糸坂哀歌
3. 桃とるな
4. あずきまンまの手まり唄

### 第2面
1. へたれ嫁こ
2. 琵琶ヶ池のうた
3. 蛙になったおはぎ
4. おおば沼物語